# Mário de Sousa Martins
Mário de Sousa Martins (Petrópolis, 22 de maio de 1913 – Vila Velha, 13 de dezembro de 1994) foi um jornalista e político brasileiro. É pai da escritora Ana Maria Machado e do jornalista Franklin Martins.

## Vocação jornalística
Filho do farmacêutico português Rozendo de Sousa Martins e de Hormezinda Almeida de Sousa Martins, era estudante em Petrópolis até trabalhar como vendedor e gerente de uma revendedora de automóveis nos anos vinte quando mudou-se com a família para a cidade do Rio de Janeiro, no então Distrito Federal onde Martins voltou a laborar numa loja de automóveis e depois passou a auxiliar o pai na farmácia sem, contudo, abandonar o curso secundário.
Ingressou na Escola de Direito do Rio de Janeiro em 1930 mas abandonou o curso quando se interessou pelo jornalismo esportivo escrevendo para o Diário Carioca e A Crítica até fundar O Mundo Esportivo em parceria com Mário Filho em 1932 trabalhando, inclusive, ao lado de Nelson Rodrigues até que o jornal foi fechado após dezoito meses e o levou a Nova Friburgo onde fundou junto com Valter Ataíde o jornal A Esquerda como veículo de denúncia das mazelas sociais da cidade, postura que lhe valeu uma série de ameaças e a proibição do jornal em circular. Retornou ao Rio de Janeiro e trabalhou em diversos jornais, dentre eles O Radical. Nessa época apoiou José Américo de Almeida como candidato às eleições presidenciais de 1938 canceladas quando Getúlio Vargas instituiu o Estado Novo ao qual Martins se opôs e que lhe valeu diversas prisões.
Em 1941 ingressou no serviço público como chefe da Seção de Pesquisas e Estatística do Serviço de Alimentação da Previdência Social (SAPS), órgão vinculado ao Ministério do Trabalho ao mesmo tempo em que defendia a participação do Brasil na Segunda Guerra Mundial junto aos Aliados, desejo afinal concretizado em agosto de 1942 e como resultado foi enviado ao Reino Unido numa comitiva de jornalistas chegando a entrevistar o primeiro-ministro Winston Churchill. De volta ao Brasil chefiou o Serviço de Fiscalização dos Preços e Estoques como parte do esforço de guerra determinado pelo governo.

## Carreira política
Mário Martins deixou O Radical em 1944 e fundou ao lado de Vítor do Espírito Santo Cardoso o Resistência, jornal que combatia Estado Novo, pregava a deposição de Getúlio Vargas e a convocação de uma Constituinte. Logo se engajaria na criação da UDN sendo, porém, derrotado na disputa por uma vaga na Assembléia Nacional Constituinte. Após três anos ocorreu o fechamento do Resistência e assim Martins foi nomeado adjunto do adido comercial brasileiro na Argentina, cargo que deixou antes de publicar o livro Perón — um confronto entre o Brasil e a Argentina. De volta ao país reassumiu seu posto no Ministério do Trabalho.
Eleito vereador pela UDN do então Distrito Federal em 1950 e figurou na oposição ao segundo Governo Vargas chegando a integrar o diretório nacional do partido. Devido ao suicídio do presidente houve quem defendesse o adiamento das eleições de 1954, mas as forças políticas de então mantiveram o pleito e nele Mário Martins foi eleito deputado federal e em sua atuação defendeu a posse de Juscelino Kubitschek apesar da tese udenista de "necessidade da maioria absoluta". Reeleito em 1958 foi co-autor de um projeto propondo a fusão da cidade do Rio de Janeiro com o estado do mesmo nome ante a transferência da capital para Brasília sendo um dos defensores dessa tese.
Nesse momento de sua vida política as relações entre Mário Martins e Carlos Lacerda oscilavam entre o rompimento e a reaproximação como no apoio a Lacerda na eleição para o governo da Guanabara em 1960 e a renúncia ao mandato de deputado federal em 1961 quando retornou ao jornalismo em A Noite onde defendeu a posse do vice-presidente João Goulart após a renúncia de Jânio Quadros, tese rechaçada por Carlos Lacerda via Tribuna da Imprensa. Algum tempo depois Martins seguiu para o Jornal do Brasil e para a Revista Manchete. Por meio de um convite de Evandro Lins e Silva foi nomeado para uma vaga no Conselho Administrativo de Defesa Econômica (CADE) na fase parlamentarista do Governo Goulart, embora tenha sido favorável à implantação do Regime Militar de 1964 a quem hipotecou apoio embora criticasse as cassações e prisões dos adversários do novo governo.
Logo usaria sua coluna no Jornal do Brasil para fazer oposição aos militares tão logo esses confirmaram a intenção de permanecer indefinidamente no governo. De novo aliado a Carlos Lacerda foi eleito senador pelo MDB em 1966 e participou da articulação da Frente Ampla que visava restaurar a ordem institucional no país.
No parlamento denunciou casos de corrupção e de perseguições políticas praticadas pelo regime e em razão dessa postura foi cassado pelo Ato Institucional Número Cinco em fevereiro de 1969 após intervenção do Ministro da Justiça Luís Antônio da Gama e Silva. Passou então a residir em Vitória dedicando-se à agropecuária.

## Redemocratização
Mediante a continuidade da abertura política no governo João Figueiredo retornou ao Rio de Janeiro em 1981 e ingressou no PMDB chegando a ocupar a presidência do diretório regional. Candidato a senador por uma sublegenda do partido em 1982 quando foi derrotado por Saturnino Braga reeleito pelo PDT.
Conselheiro da Associação Brasileira de Imprensa (1983-1992) apoiou as Diretas Já e a aprovação da Emenda Dante de Oliveira. Frustrado o movimento passou a apoiar a candidatura de Tancredo Neves à sucessão do presidente João Figueiredo. Membro da Comissão de Estudos Constitucionais foi assessor do senador Afonso Arinos e representante da ABI no Conselho de Defesa dos Direitos da Pessoa Humana, órgão do Ministério da Justiça.